# AStA Wirtschafts- und Sozialstatistisches Archiv
AStA Wirtschafts- und Sozialstatistisches Archiv – Eine Zeitschrift der Deutschen Statistischen Gesellschaft ist eine seit 2007 erscheinende statistische Fachzeitschrift. Sie ist ein Nachfolgeorgan der Zeitschrift Allgemeines Statistisches Archiv (AStA), die bis 2006 erschien. 

## Geschichte
Von 1890 bis 2006 erschien die Zeitschrift Allgemeines Statistisches Archiv.
Diese wurde mit dem Jahr 2007 durch zwei Nachfolgezeitschriften abgelöst:
- Das deutschsprachige AStA – Wirtschafts- und Sozialstatistisches Archiv[2] behandelt Themen aus der Wirtschafts- und Sozialstatistik und zur gesellschaftlichen Relevanz der Statistik.
- Das englischsprachige AStA – Advances in Statistical Analysis[3] ist der Theorie und den Methoden der Statistik gewidmet.

Die Advances in Statistical Analysis übernahmen die Bandzählung des Vorgängers AStA, so dass der erste Band von 2007 die Bandnummer 91 erhielt. Das Wirtschafts- und Sozialstatistische Archiv erhielt eine neue Bandnummerierung, so dass der erste Band von 2007 die Bandnummer 1 erhielt.

## Herausgeber
Die Herausgeber der Zeitschrift waren 
- Hans Wolfgang Brachinger (2007–2011)[4]
- Ralf Münnich (2012–2016)[5]

Von 2017 bis 2023 waren die Herausgeber Timo Schmid und Markus Zwick.
Im Jahr 2024 waren die Herausgeber Jan Pablo Burgard und Markus Zwick.